# Житные Горы
Жи́тные Го́ры (укр. Житні Гори) — село, входит в Белоцерковский район Киевской области Украины.
Население по переписи 2001 года составляло 2347 человек. Почтовый индекс — 09611. Телефонный код — 4562. Занимает площадь 30 км². Код КОАТУУ — 3223781501.

## Местный совет
09611, Київська обл., Рокитнянський р-н, с. Житні Гори, вул. Леніна, 44

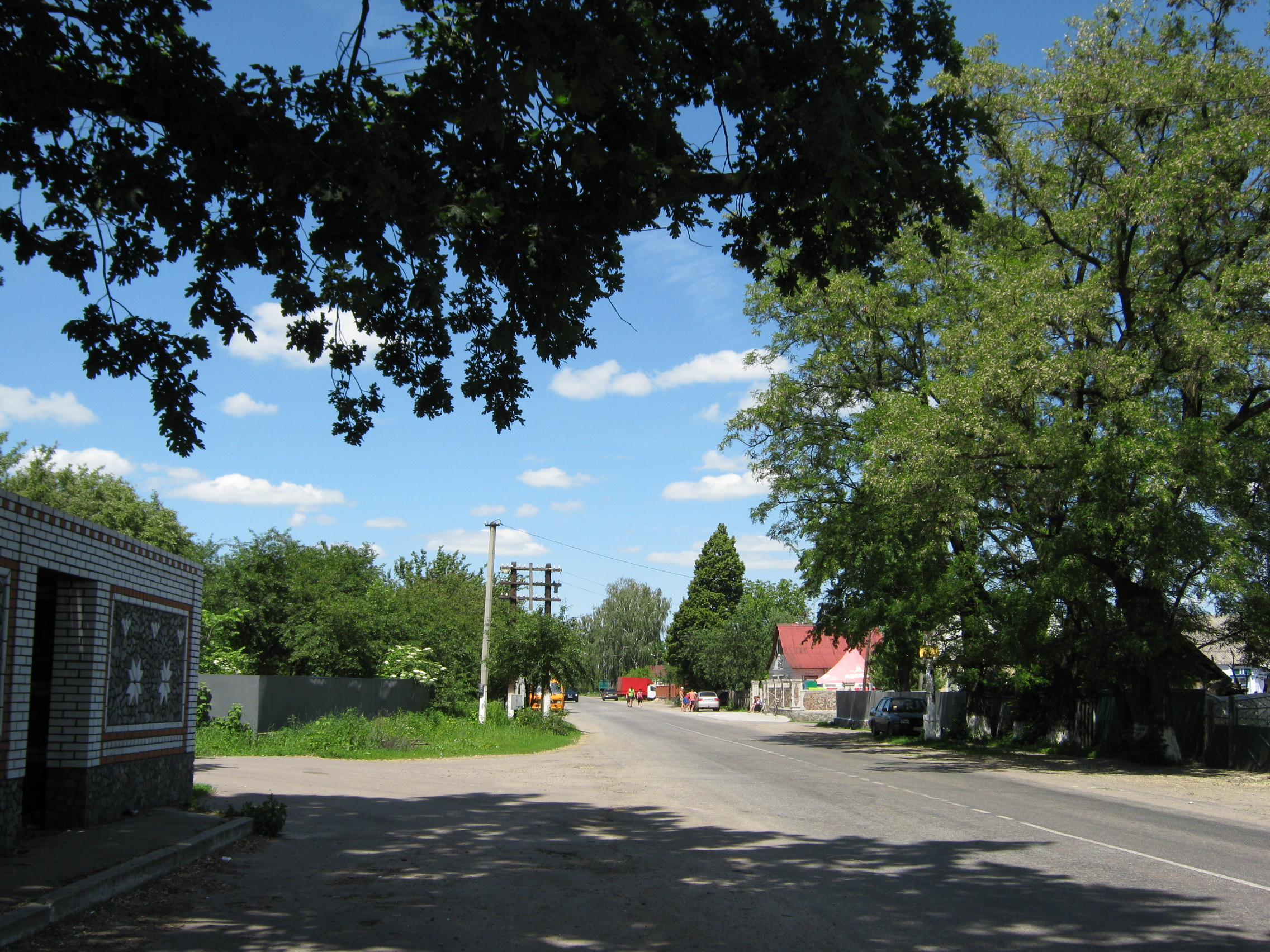
На улице села